# Tricyphona constans
Tricyphona constans är en tvåvingeart som först beskrevs av Doane 1900.  Tricyphona constans ingår i släktet Tricyphona och familjen hårögonharkrankar. Inga underarter finns listade i Catalogue of Life.